# Xifratge dels Templers

Xifratge dels Templers

El xifratge dels Templers és un xifratge per substitució associant a cada lletra un símbol, que se sol associar a l'Orde del Temple tot i que el seu origen és desconegut, igual que la seva relació amb l'orde.
Aquest xifratge utilitza diverses variants de la creu de Malta. L'alfabet es divideix en dues sèries, sent la lletra N el punt central. A cada una de les lletres de la primera sèrie se l'associa un símbol, que serà el mateix per a la segona sèrie de lletres però amb un punt per diferenciar-les.